# GNAT Modified General Public License

Das GNU-Logo

Die GNAT Modified General Public License ist eine, speziell an die Bedürfnisse von GNAT, angepasste Version der GNU General Public License. Die Modifikation trägt der Tatsache Rechnung, dass der Ada-Compiler in der Lage ist, externe Generische Typen in ein eigenes Computerprogramm einzubetten. In der Programmiersprache Ada werden Generische Typen zur Parametrisierung von Programmpaketen eingesetzt.
Die Modifikation umfasst dabei lediglich den folgenden Text:
As a special exception, if other files instantiate generics from this unit, or you link this unit with other files to produce an executable, this unit does not by itself cause the resulting executable to be covered by the GNU General Public License. This exception does not however invalidate any other reasons why the executable file might be covered by the GNU Public License.
Die Compiler-Anweisung pragma License (Modified_GPL); initialisiert die eingebaute Lizenz-Prüffunktion des Compilers.